# Avenida Sutter (línea Canarsie)
La Avenida Sutter es una estación en la Línea Canarsie del metro de la ciudad de Nueva York. Es una construcción microscosma de principios del siglo XX. Adornos ornamentados del periodo de hierro adornan el pintoresco cruce de madera debajo del extremo sur de la estación y, en el extremo sur del techo de la plataforma con dirección sur, una extraña, sirena en desuso invadida por la guerra fría.

## Conexiones de Buses
- B14